# Paretoverdeling
De paretoverdeling is een continue kansverdeling genoemd naar de Italiaanse econoom Vilfredo Pareto. De verdeling wordt ook wel bradfordverdeling genoemd.
De verdeling is van toepassing op een groot aantal praktijksituaties.  Oorspronkelijk gebruikte Pareto deze verdeling als model voor de verdeling van rijkdom. Het paretoprincipe, bekend als de "80-20"-regel, zegt dat 20% van de bevolking 80% van de rijkdom bezit. De paretoverdeling is geschikt om zo'n situatie te beschrijven. Het principe is ook op andere situaties van toepassing, zoals:
- de frequentie van de woorden in tekst (slechts een klein aantal woorden vormt het grootste deel van de tekst)
- de omvang van menselijke nederzettingen.
- de grootte van bedrijven (een klein aantal grote bedrijven, een groot aantal kleine).

## Definitie
De paretoverdeling met parameters {\displaystyle a>0} en {\displaystyle \lambda >0} is een continue kansverdeling, gedefinieerd voor {\displaystyle x>a} en waarvan de overschrijdingskansen gegeven worden door:
{\displaystyle P(X>x)=\left({\frac {a}{x}}\right)^{\lambda }}
De verdelingsfunctie wordt dus voor {\displaystyle x>a} gegeven door:
{\displaystyle F(x,a,\lambda )=P(X\leq x)=1-\left({\frac {a}{x}}\right)^{\lambda }}
en de kansdichtheid voor {\displaystyle x>a} door:
{\displaystyle f(x,a,\lambda )=\left({\frac {\lambda }{a}}\right)\left({\frac {a}{x}}\right)^{\lambda +1}}
Daarin is {\displaystyle X} een toevalsvariabele met de bedoelde verdeling.

### Verwachtingswaarde en variantie
De verwachtingswaarde {\displaystyle \mu } van de Pareto-verdeling is:
{\displaystyle \mu ={\begin{cases}a{\frac {\lambda }{\lambda -1}}&\lambda >1\\\infty &\lambda \leq 1\end{cases}}}
en de variantie:
{\displaystyle \sigma ^{2}={\begin{cases}a^{2}{\frac {\lambda }{(\lambda -1)^{2}(\lambda -2)}}&\lambda >2\\\infty &\lambda \leq 2\end{cases}}}

## Verband met de exponentiële verdeling
De paretoverdeling staat in direct verband met de exponentiële verdeling. Als de stochastische variabele {\displaystyle X} exponentieel verdeeld is met parameter {\displaystyle \lambda }, heeft {\displaystyle e^{X}} een paretoverdeling met parameters {\displaystyle a=1} en {\displaystyle \lambda }, immers, voor {\displaystyle y>1} is:
{\displaystyle P(e^{X}<y)=P(X\leq \log(y))=1-e^{-\lambda \log(y)}=1-\left({\frac {1}{y}}\right)^{\lambda }}
Een paretoverdeling met een parameter {\displaystyle a\neq 1} staat op analoge wijze in verband met een opgeschoven exponentiële verdeling.